# Тета Возничего
Тета Возничего (лат. θ Aurigae), 37 Возничего (лат. 37 Aurigae), HD 40312 — кратная звезда в созвездии Возничего на расстоянии (вычисленном из значения параллакса) приблизительно 166 световых лет (около 51 парсека) от Солнца. Возраст звезды оценивается как около 229 млн лет.

## Характеристики
Первый компонент — белая вращающаяся переменная звезда типа Альфы² Гончих Псов (ACV) спектрального класса B9,5p(Si) или A0VpSi. Видимая звёздная величина звезды — от +2,7m до +2,62m. Масса — около 3,38 солнечных, радиус — около 5,1 солнечных, светимость — около 263 солнечных. Эффективная температура — около 10400 К.
Второй компонент — жёлтая звезда спектрального класса F2-5V или G2V. Видимая звёздная величина звезды — +7,2m. Масса — не менее 1 солнечной. Удалён на 3,2 угловых секунды (около 185 а.е.). Орбитальный период — не менее 1200 лет.
Третий компонент (WDS J05597+3713C) — белая звезда спектрального класса A. Видимая звёздная величина звезды — +10,7m. Эффективная температура — около 8195 К. Удалён на 50 угловых секунд.
Четвёртый компонент (WDS J05597+3713D) — белая звезда спектрального класса A. Видимая звёздная величина звезды — +9,2m. Эффективная температура — около 9099 К. Удалён на 130,7 угловых секунды.